# Эмбден, Мориц
Мориц Эмбден (нем. Moritz Embden; 27 декабря 1790 — 8 марта 1866) — немецкий банкир и купец. Зять поэта Генриха Гейне, муж его сестры Шарлотты.

## Биография
Мориц Эмбден родился 27 декабря 1790 года, его родителями были Лион Лейб Левин фон Эмбден (ок. 1740—ок. 1809) и его жена Эстер Эмбден, урождённая Коэн (1750—1831).
Мориц Эмбден был братом Авраама Адольфа Эмбдена (1780—1855), который был лидером общины еврейской общины Альтоны с 1815 по 1820 год и числился там евреем первой налоговой категории.
Мориц Эмбден жил в Гамбурге и с 1823 года был женат на Шарлотте Эмбден (1800—1899), сестре Генриха Гейне. Сначала они жили на Новой стене № 167, а с 1827 года — на Юнгфернштиге. Позже пара жила на Большой Театральной улице, а также на Эспланаде, дом номер 39. У пары было четыре дочери и сын, их дочь Мария (1835—1908) позже стала княгиней делла Рокка.
У Эмбдена также был сын Георг Генрих Эмбден (1839—1907), который впоследствии стал адвокатом, юристом и политиком в Гамбурге.
Среди его внуков были невролог Генрих Эмбден (1871—1941) и биохимик Густав Эмбден (1874—1933).
Первоначально между Эмбденом и Гейне существовала дружба. До того, как произошёл разрыв, Гейне часто останавливался у Морица Эмбдена в Гамбурге.
Эмбден получил дворянство.
Мориц Эмбден умер 8 марта 1866 года в возрасте 75 лет.
На еврейском кладбище Борнкампсвег в Гамбург-Баренфельд находится надгробие Морицу и Шарлотте Эмбден.